# Двадесета македонска ударна бригада
Двадесета македонска народоосвободителна ударна бригада е комунистическа партизанска единица във Вардарска Македония, участвала във въоръжената комунистическа съпротива във Вардарска Македония по време на Втората световна война.
Създадена е в местността Широк дол в Беровска околия на 18 октомври 1944 година. Състои се от 700 души, част от които са от Народоосвободителна бригада „Гоце Делчев“ и влиза в рамките на петдесет и първа македонска дивизия на НОВЮ. Полето на действие на бригадата е Радовишко и Струмишко, като на 23 октомври частите и се включват в освобождаването на Щип. На 6 ноември превзема Радовиш и пленява 80 немски войника и техника. На 28 ноември 1944 бригадата нараства до 1767 души и главната и част влиза в състава на петдесета македонска дивизия на НОВЮ, а един батальон се включва в осма македонска дивизия на КНОЮ.

## Състав[2]
- полковник Н. Кушев – командир
- Димитър Шутарев – заместник-командир
- Йордан Хр. Камберов – политически комисар
- Кочо Чавдаров – Бранд – заместник-политически комисар
- Иван Наумов – началник-щаб